# USS Leedstown (1942)

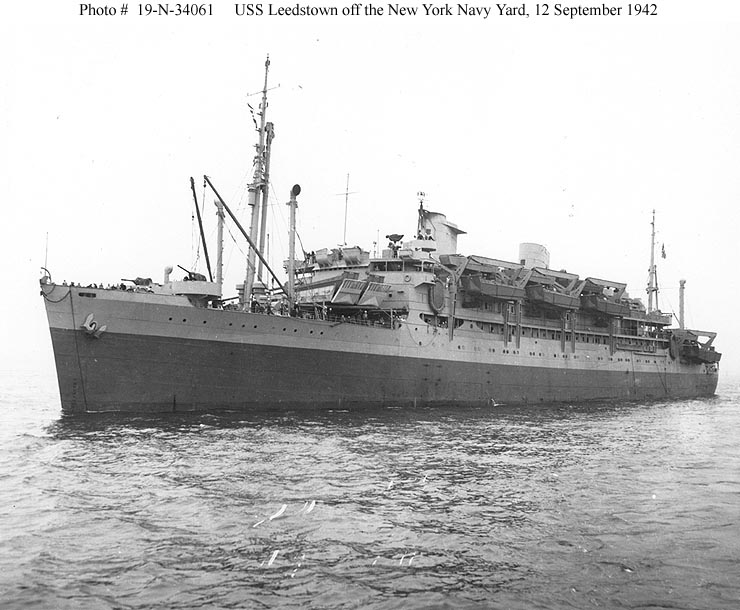
USS Leedstown

De USS Leedstown (AP-73) was een Amerikaans troepentransportschip (Leedstown) van 9.135 ton. Ze werd afgebouwd in 1933 op de Federal Shipbuilding & Dry Dock Co. Kearny, New Jersey. De eigenaar was de United States Navy. Ze voer mee in konvooi voor Operatie Toorts met een onbekend aantal bemanningsleden aan boord. Haar reisroute was vanaf de Clyde op 26 oktober 1942 naar Algiers. Haar lading bestond uit U.S. troepen en oorlogsmateriaal.

## Geschiedenis
Het schip werd gebouwd als Amerikaans stoompassagiersschip Santa Lucia voor W.R. Grace & Co, New York. In maart 1942 werd ze overgeplaatst naar de War Shipping Administration (WSA) en gebruikt als vracht- en transportschip. Op 6 augustus 1942 werd ze aangeworven door de U.S. Navy en in dienst gebracht op 24 september 1942 als troepentransportschip USS Leedstown (AP-73). Het schip vertrok vanuit New York op 26 september, en kwam in Belfast, Noord-Ierland, aan op 7 oktober.
De USS Leedstown (AP-73) verdiende een Battle Star voor haar verdiensten in de Tweede Wereldoorlog.

## Operatie Toorts
Op 6 november 1942, voer de USS Leedstown (AP-73), met Luitenant-Commander Duncan Cook, als bevelhebber, de Middellandse Zee binnen. Ze nam toen deel van een groot konvooigeheel bestaande uit 37 transportschepen voor Operatie Toorts, die de geallieerde landingen in Noord-Afrika moesten ondersteunen en bevoorraden. Om 17.00 uur op 8 november, werd het konvooi door Duitse vliegtuigen aangevallen, onder meer door Heinkel He 111- en Junkers Ju 88-bommenwerpers, en troffen de USS Leedstown (AP-73) met een luchttorpedo in het achterschip. De explosie vernietigde haar stuurinrichting en zette deze sector onder water. Het schip viel weg uit het konvooi en werd door HMS Samphire (K 128), geëscorteerd, wanneer om 12.55 uur op 9 november, een Duitse Ju 88- vliegtuig opnieuw het Amerikaans schip aanviel. De USS Leedstown kon alle bommen ontwijken, maar drie nabije treffers of bijna missers veroorzaakten meer schade dan aanvankelijk werd gedacht. De Duitse Ju 88-bommenwerper werd neergehaald. Het troepentransportschip ankerde dan nabij Cape Matifou, op ongeveer zo’n 12 zeemijl van Algiers.
Om 14.04 uur op 9 november, sloop de U-331, onder bevel van Hans-Diedrich von Tiesenhausen, onder water naderbij en lanceerde een spreidschot van vier torpedo’s af naar de USS Leedstown (AP-73). Ze hoorden drie torpedo-inslagen en daarna zinkende geluiden. Inderdaad werd het schip door twee torpedo’s midscheeps getroffen en werd ze na tien minuten verlaten. Na een onsuccesvol Duitse bombardementaanval zonk het schip toch nog omstreeks 16.15 uur in positie 36°40’ Noord en 02°45’ Oost. Van het onbekend aantal opvarenden, waren er toch 59 doden te betreuren en kwamen een onbekend aantal overlevenden vanaf het zinkende schip.